# Минуле і думи (фільм, 1973)
Минуле і думи (рос. Былое и думы) — радянський 17-серійний художній телефільм 1973 року, знятий Центральним телебаченням СРСР.

## Сюжет
Фільм знятий за однойменним романом Олександра Івановича Герцена «Минуле і думи».

## У ролях
- Зиновій Філлер —  Олександр Іванович Герцен
- Юльєн Балмусов —  Герцен в молодості
- Віктор Сергачов —  батько Герцена
- Олександр Кайдановський —  критик  Віссаріон Бєлінський
- Ірина Поволоцька —  Наталія Іванівна Герцен
- Міра Ардова —  Емма
- Олексій Шейнін —  Саша, син О. І. Герцена
- Сергій Десницький —  Тимофій Миколайович Грановський
- Анатолій Ромашин —  Петро Якович Чаадаєв
- Владислав Сверчков —  Корш
- Георгій Куликов —   О. С. Хомяков
- Георгій Оболенський —   К. С. Аксаков
- Володимир Котельников —  Строганов
- Володимир Кенігсон —   Л. В. Дубельт
- Євген Євстигнєєв —  Трензинський, читець  (сторінки роману «Хто винен?»)
- Юрій Каюров —   М. С. Щепкін
- Герман Коваленко —   М. Г. Чернишевський
- Борис Клюєв —  чиновник, англієць
- Альберт Філозов —  Вітберг
- Євген Веліхов —   О. Х. Бенкендорф
- Василь Бочкарьов —   М. Х. Кетчер
- Юрій Васильєв —   В. П. Боткін
- Едуард Марцевич —  Георг Гервег
- Микита Подгорний —   М. І. Сазонов
- Євген Самойлов —  консул
- Рогволд Суховерко —  читець  (сторінки повісті «Сорока-злодійка», роману «Хто винен?»)
- Алла Покровська —  читець  (сторінки повісті «Сорока-злодійка», роману «Хто винен?»)
- Геннадій Фролов —  робітник
- Ігор Васильєв —  Малинов, читець  (сторінки повісті «Сорока-злодійка», роману «Хто винен?»)
- Борис Телегін —  Барле

## Знімальна група
- Автори сценарію:  Йосип Ольшанський
- Режисер:  Лев Єлагін
- Головний оператор:  Борис Лазарев
- Художник-постановник:  Станіслав Морозов
- Композитор:  Альфред Шнітке
- Звукорежисер: Володимир Виноградов